# Polski Komitet Normalizacyjny
Polski Komitet Normalizacyjny (PKN) – krajowa jednostka normalizacyjna, która odpowiada za organizację działalności normalizacyjnej. PKN nie jest organem administracji rządowej, jest podmiotem prawa publicznego. Działa z mocy Ustawy z dnia 12 września 2002 r. o normalizacji.
Został powołany w 1924 roku, pierwszą normę wydał w roku 1925. W latach 1972–1991 wraz z Głównym Urzędem Miar oraz Polskim Centrum Badań i Certyfikacji tworzył Polski Komitet Normalizacji, Miar i Jakości.
Siedziba PKN znajduje się przy ul. Świętokrzyskiej 14 w Warszawie.

## Zakres działania
Podstawę działania PKN w obecnym zakresie regulują przepisy ustawy z 12 września 2002 r. o normalizacji (Dz.U. z 2015 r. poz. 1483). PKN prowadzi działalność podstawową w zakresie:
- określania stanu i kierunków rozwoju normalizacji
- organizowania i nadzorowanie działań związanych z opracowywaniem i rozpowszechnianiem Polskich Norm i innych dokumentów normalizacyjnych
- zatwierdzania i wycofywanie Polskich Norm oraz innych dokumentów normalizacyjnych
- reprezentowania Rzeczypospolitej Polskiej w międzynarodowych i regionalnych organizacjach normalizacyjnych
- inicjowania i organizowania pracy komitetów technicznych do realizacji zadań związanych z opracowywaniem dokumentów normalizacyjnych
- organizowania i prowadzenia działalności szkoleniowej, wydawniczej, promocyjnej i informacyjnej dotyczącej normalizacji i dziedzin pokrewnych oraz opiniowania projektów aktów prawnych związanych z normalizacją.

## Kierownictwo[3]
- Ewa Zielińska – prezes od 24 czerwca 2022[4] (od 28 marca 2022 jako p.o.)
- Teresa Sosnowska – zastępca prezesa ds. normalizacji od 5 kwietnia 2019

## Struktura PKN
- Prezes PKN – do jego zadań należy między innymi:
  - reprezentowanie PKN poza granicami Polski
  - powoływanie i odwoływanie komitetów technicznych
  - zatwierdzanie i wycofywanie Polskich Norm i innych dokumentów normalizacyjnych
  - podejmowanie decyzji w sprawach dotyczących działalności PKN
  - wydawanie przepisów wewnętrznych PKN
  - współpraca z Radą Normalizacyjną
  - składanie rocznych sprawozdań z działalności PKN Radzie Normalizacyjnej i Prezesowi Rady Ministrów.
- Rada Normalizacyjna – do jej zadań należy w szczególności:
  - akceptacja corocznych sprawozdań z działalności PKN składanych przez Prezesa PKN
  - wydawanie opinii dotyczących stanu i kierunków rozwoju normalizacji
  - wniosków o powołanie i odwołanie komitetów technicznych
  - przepisów wewnętrznych PKN dotyczących opracowywania dokumentów normalizacyjnych
  - projektów dokumentów normalizacyjnych.
- Komitety techniczne – realizują cele normalizacji poprzez opracowywanie Polskich Norm i innych dokumentów normalizacyjnych w określonych zakresach tematycznych.

## Współpraca międzynarodowa
Od 1947 roku PKN jest członkiem Międzynarodowej Organizacji Normalizacyjnej (ISO), w której ma status członka założyciela. Natomiast w Międzynarodowej Komisji Elektrotechnicznej (IEC) PKN pełni obowiązki krajowego komitetu elektrotechniki i działa od 1923 roku.
Od 1 stycznia 2004 PKN jest członkiem Europejskiego Komitetu Normalizacyjnego CEN i Europejskiego Komitetu Normalizacyjnego Elektrotechniki (CENELEC), a w Europejskim Instytucie Norm Telekomunikacyjnych (ETSI) pełni rolę krajowej organizacji normalizacyjnej.

## Budżet, zatrudnienie i wynagrodzenia
Wydatki i dochody Polskiego Komitetu Normalizacyjnego są realizowane w części 65 budżetu państwa.
W 2017 wydatki PKN wyniosły 31,85 mln zł, a dochody 10,97 mln zł. Przeciętne zatrudnienie w przeliczeniu na pełne etaty wyniosło 243 osoby, a średnie miesięczne wynagrodzenie brutto 5713 zł.
W ustawie budżetowej na 2018 wydatki Polskiego Komitetu Normalizacyjnego zaplanowano w wysokości 34,3 mln zł, a dochody 10,71 mln zł.